# Gare de Veuves - Monteaux
La gare de Veuves – Monteaux est une gare ferroviaire française de la ligne de Paris-Austerlitz à Bordeaux-Saint-Jean, située sur le territoire de l'ancienne commune de Veuves (actuelle Veuzain-sur-Loire), à proximité de Monteaux, dans le département de Loir-et-Cher, en région Centre-Val de Loire.
C'est aujourd'hui une halte ferroviaire de la Société nationale des chemins de fer français (SNCF), desservie par des trains TER Centre-Val de Loire circulant entre les gares de Blois – Chambord et de Tours.

## Situation ferroviaire
Établie à 62 mètres d'altitude, la gare de Veuves - Monteaux est située au point kilométrique (PK) 199,896 de la ligne de Paris-Austerlitz à Bordeaux-Saint-Jean, entre les gares d'Onzain - Chaumont-sur-Loire et de Limeray.

## Services voyageurs

### Accueil
Halte SNCF, c'est un point d'arrêt non géré (PANG) à entrée libre.

### Desserte
Veuves - Monteaux est desservie par des trains TER Centre-Val de Loire qui effectuent des missions omnibus entre les gares de Blois - Chambord et de Tours. L'offre proposée compte un train Tours - Blois le matin et un train Blois - Tours le soir en semaine, complétés par un train Blois - Tours le dimanche.

### Intermodalité
Un parc pour les vélos et un parking pour les véhicules sont aménagés.